# Grand Prix Španělska 2018
Grand Prix Španělska 2018 (oficiálně Formula 1 Gran Premio de España Emirates 2018) se jela na okruhu Circuit de Catalunya v Montmeló ve Španělsku dne 13. května 2018. Závod byl pátým v pořadí v sezóně 2018 šampionátu Formule 1.

## Kvalifikace
| Poř.                       | No. | Jezdec            | Konstruktér               | Časy v kvalifikaci | Časy v kvalifikaci | Časy v kvalifikaci | Pořadí na startu |
| Poř.                       | No. | Jezdec            | Konstruktér               | Q1                 | Q2                 | Q3                 | Pořadí na startu |
| -------------------------- | --- | ----------------- | ------------------------- | ------------------ | ------------------ | ------------------ | ---------------- |
| 1                          | 44  | Lewis Hamilton    | Mercedes                  | 1:17.633           | 1:17.166           | 1:16.173           | 1                |
| 2                          | 77  | Valtteri Bottas   | Mercedes                  | 1:17.674           | 1:17.111           | 1:16.213           | 2                |
| 3                          | 5   | Sebastian Vettel  | Ferrari                   | 1:17.031           | 1:16.802           | 1:16.305           | 3                |
| 4                          | 7   | Kimi Räikkönen    | Ferrari                   | 1:17.483           | 1:17.071           | 1:16.612           | 4                |
| 5                          | 33  | Max Verstappen    | Red Bull Racing-TAG Heuer | 1:17.411           | 1:17.266           | 1:16.816           | 5                |
| 6                          | 3   | Daniel Ricciardo  | Red Bull Racing-TAG Heuer | 1:17.623           | 1:17.638           | 1:16.818           | 6                |
| 7                          | 20  | Kevin Magnussen   | Haas-Ferrari              | 1:18.169           | 1:17.618           | 1:17.676           | 7                |
| 8                          | 14  | Fernando Alonso   | McLaren-Renault           | 1:18.276           | 1:18.100           | 1:17.721           | 8                |
| 9                          | 55  | Carlos Sainz Jr.  | Renault                   | 1:18.480           | 1:17.803           | 1:17.790           | 9                |
| 10                         | 8   | Romain Grosjean   | Haas-Ferrari              | 1:18.305           | 1:17.699           | 1:17.835           | 10               |
| 11                         | 2   | Stoffel Vandoorne | McLaren-Renault           | 1:18.885           | 1:18.323           |                    | 11               |
| 12                         | 10  | Pierre Gasly      | Scuderia Toro Rosso-Honda | 1:18.550           | 1:18.463           |                    | 12               |
| 13                         | 31  | Esteban Ocon      | Force India-Mercedes      | 1:18.813           | 1:18.696           |                    | 13               |
| 14                         | 16  | Charles Leclerc   | Sauber-Ferrari            | 1:18.661           | 1:18.910           |                    | 14               |
| 15                         | 11  | Sergio Pérez      | Force India-Mercedes      | 1:18.740           | 1:19.098           |                    | 15               |
| 16                         | 27  | Nico Hülkenberg   | Renault                   | 1:18.923           |                    |                    | 16               |
| 17                         | 9   | Marcus Ericsson   | Sauber-Ferrari            | 1:19.493           |                    |                    | 17               |
| 18                         | 35  | Sergej Sirotkin   | Williams-Mercedes         | 1:19.695           |                    |                    | 19               |
| 19                         | 18  | Lance Stroll      | Williams-Mercedes         | 1:20.225           |                    |                    | 18               |
| 107% času vítěze: 1:22.423 |     |                   |                           |                    |                    |                    |                  |
| —                          | 28  | Brendon Hartley   | Scuderia Toro Rosso-Honda | Bez času           |                    |                    | 20               |
| Zdroj:                     |     |                   |                           |                    |                    |                    |                  |

Poznámky
1. ↑  Sergej Sirotkin obdržel trest posunu o 3 místa vzad za zavinění kolize v předchozím závodě.
2. ↑  Brendon Hartley nezaznamenal čas, kterým by se kvalifikoval ve 107 % času vítěze. Start mu byl povolen sportovními komisaři. Zároveň obdržel trest posunu o 5 míst vzad kvůli neplánované výměně převodovky.

## Závod
| Poř.   | No. | Jezdec            | Konstruktér               | Počet kol | Čas/Odstoupení | Pořadí na startu | Body |
| ------ | --- | ----------------- | ------------------------- | --------- | -------------- | ---------------- | ---- |
| 1      | 44  | Lewis Hamilton    | Mercedes                  | 66        | 1:35:29.972    | 1                | 25   |
| 2      | 77  | Valtteri Bottas   | Mercedes                  | 66        | +20.593        | 2                | 18   |
| 3      | 33  | Max Verstappen    | Red Bull Racing-TAG Heuer | 66        | +26.873        | 5                | 15   |
| 4      | 5   | Sebastian Vettel  | Ferrari                   | 66        | +27.584        | 3                | 12   |
| 5      | 3   | Daniel Ricciardo  | Red Bull Racing-TAG Heuer | 66        | +50.058        | 6                | 10   |
| 6      | 20  | Kevin Magnussen   | Haas-Ferrari              | 65        | +1 kolo        | 7                | 8    |
| 7      | 55  | Carlos Sainz Jr.  | Renault                   | 65        | +1 kolo        | 9                | 6    |
| 8      | 14  | Fernando Alonso   | McLaren-Renault           | 65        | +1 kolo        | 8                | 4    |
| 9      | 11  | Sergio Pérez      | Force India-Mercedes      | 64        | +2 kola        | 15               | 2    |
| 10     | 16  | Charles Leclerc   | Sauber-Ferrari            | 64        | +2 kola        | 14               | 1    |
| 11     | 18  | Lance Stroll      | Williams-Mercedes         | 64        | +2 kola        | 18               |      |
| 12     | 28  | Brendon Hartley   | Scuderia Toro Rosso-Honda | 64        | +2 kola        | 20               |      |
| 13     | 9   | Marcus Ericsson   | Sauber-Ferrari            | 64        | +2 kola        | 17               |      |
| 14     | 35  | Sergej Sirotkin   | Williams-Mercedes         | 63        | +3 kola        | 19               |      |
| Ret    | 2   | Stoffel Vandoorne | McLaren-Renault           | 45        | Převodovka     | 11               |      |
| Ret    | 31  | Esteban Ocon      | Force India-Mercedes      | 38        | Únik oleje     | 13               |      |
| Ret    | 7   | Kimi Räikkönen    | Ferrari                   | 25        | Turbo          | 4                |      |
| Ret    | 8   | Romain Grosjean   | Haas-Ferrari              | 0         | Kolize         | 10               |      |
| Ret    | 10  | Pierre Gasly      | Scuderia Toro Rosso-Honda | 0         | Kolize         | 12               |      |
| Ret    | 27  | Nico Hülkenberg   | Renault                   | 0         | Kolize         | 16               |      |
| Zdroj: |     |                   |                           |           |                |                  |      |

## Průběžné pořadí po závodě
Pohár jezdců
|   | Pořadí | Jezdec           | Body |
| - | ------ | ---------------- | ---- |
|   | 1      | Lewis Hamilton   | 95   |
|   | 2      | Sebastian Vettel | 78   |
| 1 | 3      | Valtteri Bottas  | 58   |
| 1 | 4      | Kimi Räikkönen   | 48   |
|   | 5      | Daniel Ricciardo | 47   |

Pohár konstruktérů
|   | Pořadí | Konstruktér               | Body |
| - | ------ | ------------------------- | ---- |
| 1 | 1      | Mercedes                  | 153  |
| 1 | 2      | Ferrari                   | 126  |
|   | 3      | Red Bull Racing-TAG Heuer | 80   |
| 1 | 4      | Renault                   | 41   |
| 1 | 5      | McLaren-Renault           | 40   |